# Пакраць
Па́краць (хорв. Pakrac) — місто на сході Хорватії в західній Славонії, належить до Пожезько-Славонської жупанії.

## Положення
Пакраць лежить у долині на автомобільному і залізничному шляху сполучення між областями Подравіна та Посавіна, поблизу курорту Ліпік з термальними водами, що робить його привабливим для туристів, особливо транзитних. В історичному центрі міста розташовані важливі культові споруди з XVIII століття, а також палац барона Тренка і залишки одного з перших хорватських монетних дворів, так званий підвал Спахії.

## Населення
Населення громади за даними перепису 2011 року становило 8 460 осіб, 1 з яких назвала рідною українську мову. Населення самого міста становило 4 842 осіб.
У часи турецького поневолення місто входило до еялету Румелія.
Населення Пакраця і навколишньої місцевості мішане, що є спадщиною Австро-Угорської імперії, коли тут оселилися представники народів з різних частин монархії: чехи, угорці, німці та італійці.
До кінця Другої світової війни Пакраць був містом ремісників, у якому 90% населення становили хорвати. Після Другої світової війни місто заселяють серби, а хорватів виселяють під приводом співпраці з фашистами. Місто поволі втрачає вигляд міського середовища. Серби до 1991 року досягають відносної більшості в місті і муніципалітеті.
За переписом 1991 р. муніципалітет Пакраць мав інакші межі і охоплював більшу площу, а його національний склад був таким:
| всього | серби           | хорвати        | югослави      | інші           |
| ------ | --------------- | -------------- | ------------- | -------------- |
| 27 589 | 12 813 (46,44%) | 9 896 (35,86%) | 1 346 (4,87%) | 3 534 (12,80%) |

Під час Вітчизняної війни 1991-1995 рр. у місті виникають сутички, Пакраць опиняється на лінії фронту аж до операції «Блискавка», а хорвати, німці, італійці, угорці та чехи спільно боронять місто від великосербської агресії. Загарбані довколишні райони було майже повністю очищено від несербського населення.
Велика частина сербів втекла впродовж і після операції «Блискавка», а хорвати сьогодні становлять абсолютну більшість населення (68,3%), тоді як представників нацменшин як і перше залишається 30% (17,1% сербів, 6,3% італійців, 3,0% чехів).
Динаміка чисельності населення громади:
Динаміка чисельності населення міста:

## Населені пункти
Крім поселення Пакраць, до громади також входять:
- Бадлєвина
- Батиняни
- Бєлайці
- Бранешці
- Брусник
- Буч'є
- Цицваре
- Цикоте
- Дереза
- Доня Обрієж
- Доня Шуметлиця
- Доні Граховляни
- Драгович
- Главиця
- Горня Обрієж
- Горня Шуметлиця
- Горні Граховляни
- Яковці
- Капетаново Полє
- Котурич
- Крагуй
- Крицьке
- Кусонє
- Липоваць
- Малий Бановаць
- Малі Будичі
- Новий Маюр
- Омановаць
- Ожеговці
- Плоштине
- Поповці
- Прекопакра
- Пргомелє
- Рогулє
- Средні Граховляни
- Старий Маюр
- Шпановиця
- Тисоваць
- Торань
- Великий Бановаць
- Великі Будичі

## Клімат
Середня річна температура становить 10,98°C, середня максимальна – 24,95°C, а середня мінімальна – -5,30°C. Середня річна кількість опадів – 928 мм.
| Клімат поселення                              | Клімат поселення | Клімат поселення | Клімат поселення | Клімат поселення | Клімат поселення | Клімат поселення | Клімат поселення | Клімат поселення | Клімат поселення | Клімат поселення | Клімат поселення | Клімат поселення | Клімат поселення |
| Показник                                      | Січ.             | Лют.             | Бер.             | Квіт.            | Трав.            | Черв.            | Лип.             | Серп.            | Вер.             | Жовт.            | Лист.            | Груд.            |                  |
| Середній максимум, °C                         | 6,74             | 8,43             | 12,75            | 16,86            | 21,72            | 24,95            | 24,23            | 23,73            | 20,04            | 15,08            | 9,56             | 5,44             |                  |
| Середня температура, °C                       | 0,71             | 2,41             | 6,73             | 10,84            | 15,69            | 18,92            | 20,62            | 20,12            | 16,42            | 11,47            | 5,96             | 1,83             |                  |
| Середній мінімум, °C                          | −5,3             | −3,62            | 0,70             | 4,81             | 9,67             | 12,90            | 17,00            | 16,52            | 12,81            | 7,86             | 2,34             | −1,78            |                  |
| Норма опадів, мм                              | 58               | 52               | 63               | 78               | 85               | 102              | 85               | 91               | 76               | 82               | 87               | 69               |                  |
| Середньомісячна швидкість вітру, м/с          | 1.85             | 2.10             | 2.43             | 2.33             | 2.14             | 1.95             | 1.90             | 1.76             | 1.78             | 1.84             | 1.88             | 1.91             |                  |
| Середньомісячна сонячна радіація, кДж/м²·день | 4374             | 7144             | 10930            | 15266            | 19464            | 21498            | 22566            | 19830            | 14854            | 9196             | 4904             | 3633             |                  |
| --------------------------------------------- | ---------------- | ---------------- | ---------------- | ---------------- | ---------------- | ---------------- | ---------------- | ---------------- | ---------------- | ---------------- | ---------------- | ---------------- | ---------------- |
| Джерело:                                      |                  |                  |                  |                  |                  |                  |                  |                  |                  |                  |                  |                  |                  |

## Визначні постаті
Ядранка Косор — хорватська журналістка, колишній (2009-2011 рр.) прем'єр-міністр уряду Хорватії.